# روبن اولیوارس
روبن اولیوارس (اسپانیایی: Rubén Olivares‎؛ زادهٔ ۱۴ ژانویهٔ ۱۹۴۷) بوکسور اهل مکزیک بود.